# فلويلا بنيامين
فلويلا كارين يونيس بنيامين، بارونة بنيامين، حاصلة على رتبة الإمبراطورية البريطانية (من مواليد 23 سبتمبر 1949) هي ممثلة ومؤلفة ومقدمة برامج تلفزيونية ومغنية وسيدة أعمال وسياسية من ترينيدادية-بريطانية. وهي معروفة كمقدمة لبرامج الأطفال مثل (بلاي سكول، بلاي أواي، فاست فورورد). في 28 يونيو 2010، تم تقديم السيدة بنيامين إلى مجلس اللوردات كنظير مدى الحياة تم ترشيحه من قبل الديمقراطيين الليبراليين.